# Querosene
O querosene, também designado por petróleo iluminante ou óleo de parafina, é um líquido resultante da destilação fracionada do petróleo, com temperatura de ebulição entre 150 e 290 graus Celsius, fração entre a gasolina e o óleo diesel.
É uma combinação complexa de hidrocarbonetos (alifáticos, naftênicos e aromáticos) com um número de carbonos na sua maioria dentro do intervalo de C9 a C16, produzida por destilação do petróleo bruto, com faixa de destilação compreendida entre 150°C e 239°C. O produto possui diversas características específicas como uma ampla curva de destilação, conferindo a este um excelente poder de solvência e uma taxa de evaporação lenta, além de um ponto de combustão que oferece relativa segurança ao manuseamento. É insolúvel em água.

## Utilização
Historicamente, o querosene foi o primeiro derivado do petróleo de valor comercial, substituindo o azeite e o óleo de baleia na iluminação. Os usos mais comuns do querosene são para iluminação, solvente e como combustível para aviões. Pesquisas em andamento vem desenvolvendo um combustível alternativo, derivado da biomassa, denominado bioquerosene.

## Dados médicos
Código EINECS: 232-366-4
Código CAS: 8008-20-6
Código Anexo 1 (Directiva 67/548/EEC): 649-404-00-4
Frase de Risco: R65 - Nocivo: pode causar danos nos pulmões se ingerido.
Símbolo de risco:  Xn: Nocivo

### Frases de segurança
S2 - Manter fora do alcance das crianças;
S23 - Não respirar os gases/vapores/fumos/aerossóis [termo(s) apropriado(s) a indicar pelo produtor];
S24 - Evitar o contacto com a pele;
S62 - Em caso de ingestão, não provocar o vómito. Consultar imediatamente um médico e mostrar-lhe a embalagem ou o rótulo;